# Ludwig Jünger
Ludwig Jünger fue un escultor y grabador de monedas germano-neerlandés, nacido el 27 de diciembre de 1856 en Neutitschein (Moravia) y fallecido el 26 de octubre de 1906 en Ámsterdam.

## Datos biográficos
Ludwig Jünger nació en la localidad checa de Neutitschein -actual Nový Jičín-, en la región de Moravia septentrional del Imperio austríaco, que en la actualidad pertenece al territorio de la República Checa.
Fue profesor en la Academia estatal de Bella Artes en Ámsterdam, donde tuvo a Tjipke Visser como alumno.
Fue el autor, junto a Pierre Cuypers, de la fuente del conde Guillermo II de Holanda, obra que se instaló en el año 1883 en uno de los patios del Binnenhof.
También es el autor de algunos de los relieves en la fachada de la Estación Central de Ferrocarriles de Ámsterdam. Entre otros los medallones que retratan a las figuras alegóricas de los cuatro puntos cardinales. Estas figuras tienen los rasgos de personas de las direcciones que representan. Probablemente estén realizados a partir de bocetos de Pierre Cuypers.

## Obras
| Título                                     | Escultor                       | Dirección                                                                                      | Año  | Material | Imagen |
| ------------------------------------------ | ------------------------------ | ---------------------------------------------------------------------------------------------- | ---- | -------- | ------ |
| Fuente del conde Guillermo II de Holanda   | Ludwig Jünger y Pierre Cuypers | Binnenhof 52°4′45″N 4°18′44″E / 52.07917, 4.31222                                              | 1883 | metal    |        |
| Medallones de los cuatro puntos cardinales | Ludwig Jünger y Pierre Cuypers | Estación central de ferrocarril de Ámsterdam 52°22′41.66″N 4°54′2.82″E / 52.3782389, 4.9007833 | 1889 | piedra   |        |